# 帕蒂維爾卡區
10°41′44″S 77°46′43″W / 10.6955°S 77.7787°W
帕蒂維爾卡區（西班牙語：Distrito de Pativilca），是秘魯的一個區，位於該國中南部利馬大區的巴蘭卡省，面積260.2平方公里，海拔高度81米，2005年人口18,749，人口密度每平方公里72人。